# Julio García Vico
Julio García Vico

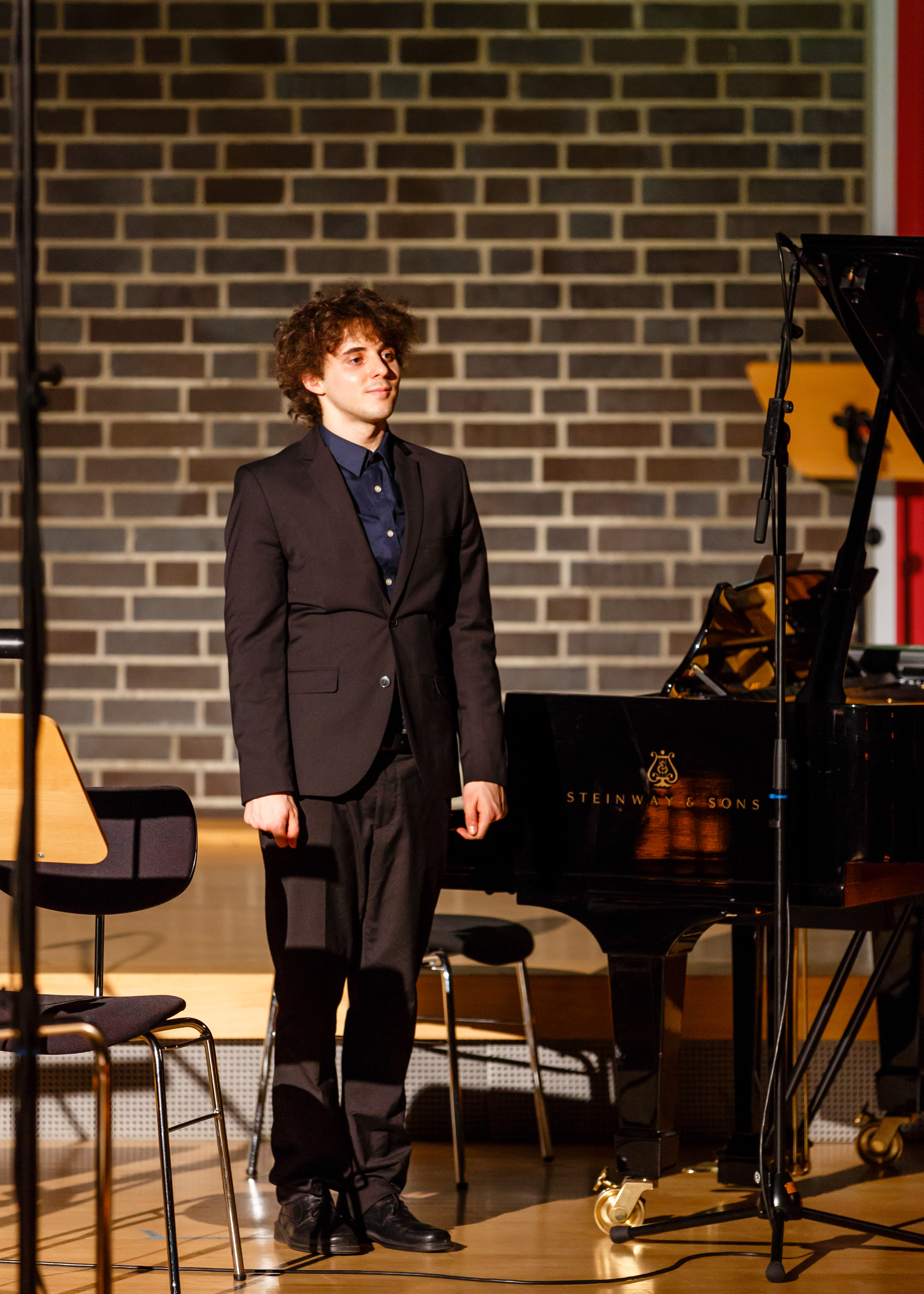
Julio García Vico (2016)

- Cádiz, 1992) es un director de orquesta y pianista español.
Vico es el ganador del Concurso de dirección Donatella Flick de 2021, del German Conductors Award 2019, el Opera Award y el Audience Award.  Ha sido miembro del Foro de Directores del German Music Council desde 2018. En 2022 es elegido por RTVE cómo uno de los cuatro mejores artistas internacionales menores de 30 años.